# District de Minamiuwa
Le district de Minamiuwa (南宇和郡, Minamiuwa-gun) est un district de la préfecture d'Ehime au Japon.
Selon l'estimation du 1er décembre 2011, sa population était de 29 536 habitants pour une superficie de 239,62 km2, donnant ainsi une densité de population de 110,20 hab./km2.

## Municipalité du district
- Ainan